# Monidigah
Monidigah è un comune dell'Azerbaigian situato nel distretto di Lerik. Conta una popolazione di 1 183 abitanti.